# Stephen Tallents

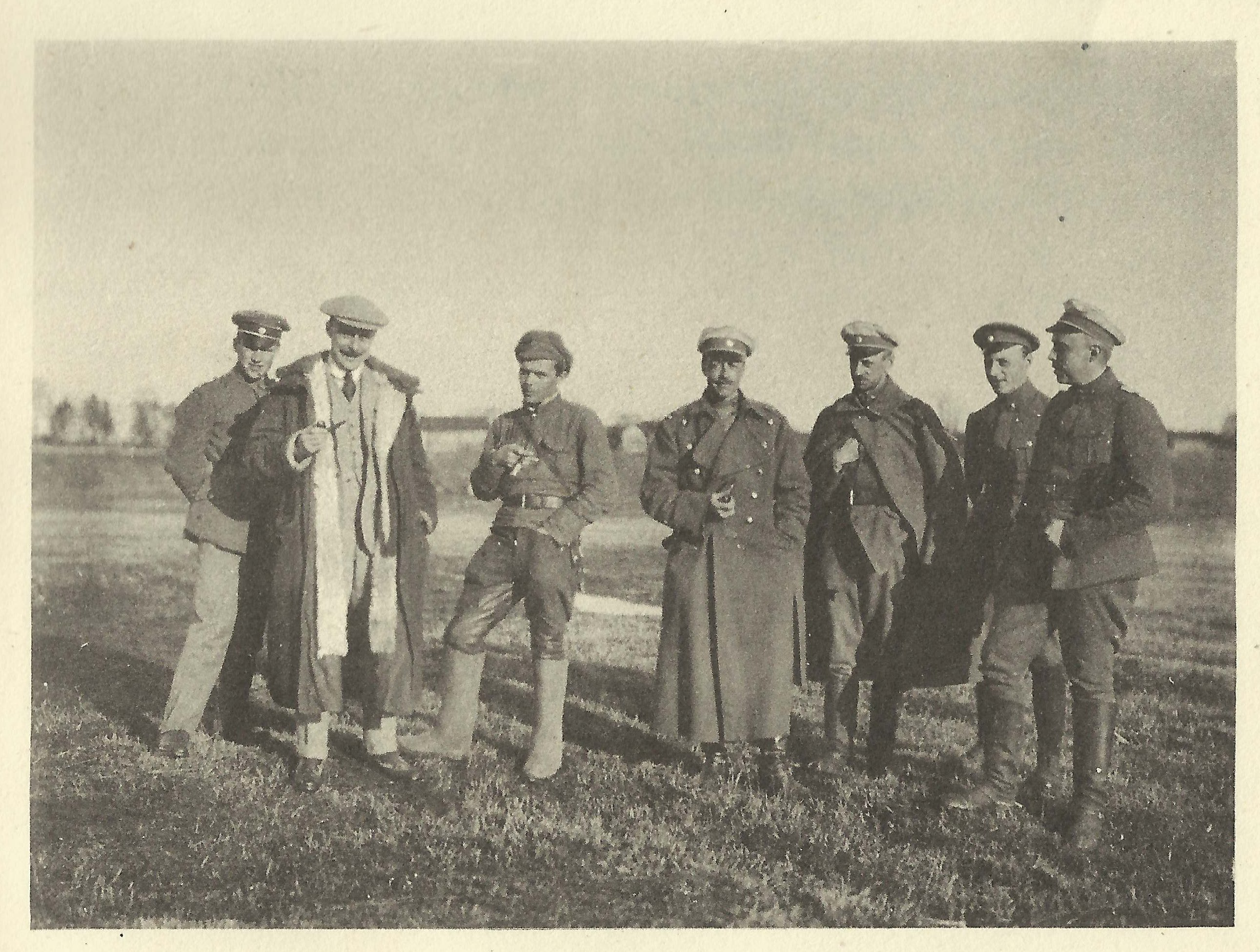
Tallents (2.v.l.), 1920 in Zilupe, dt. Rosenau in Lettgallen, mit Harold Alexander und weiteren Offizieren der Baltischen Landeswehr.

Sir Stephen Tallents (* 20. Oktober 1884 in London; † 11. September 1958 in London) war ein britischer Offizier und Regierungsbeamter.

## Leben
Im Ersten Weltkrieg diente er im Regiment der Irish Guards und wurde schwer verwundet. Nach seiner Genesung arbeitete er als Regierungsbeamter.
Von 1919 bis 1920 war Tallents Leiter der britischen Kommission in den ehemals zum Russischen Kaiserreich gehörenden baltischen Ostsee-Provinzen, fungierte im Juli 1919 übergangsweise als Zivilgouverneur von Riga und legte 1920 die Landesgrenze zwischen Estland und Lettland fest. Er war anschließend Sekretär (seit 1920) des letzten Lord Lieutenant von Irland Edmund Fitzalan-Howard (1855–1947).
Von 1928 bis 1933 diente er als Sekretär des Empire Marketing Board (EMB). 1932 wurde er in den Adelsstand erhoben. Tallents war der erste Leiter der Öffentlichkeitsarbeit bei der BBC und später deren stellvertretender Leiter unter Lord Reith.